# Landauer Stadtwald
Der Landauer Stadtwald ist eine von zwei Waldexklaven der Stadt Landau in der Pfalz.

## Geographie

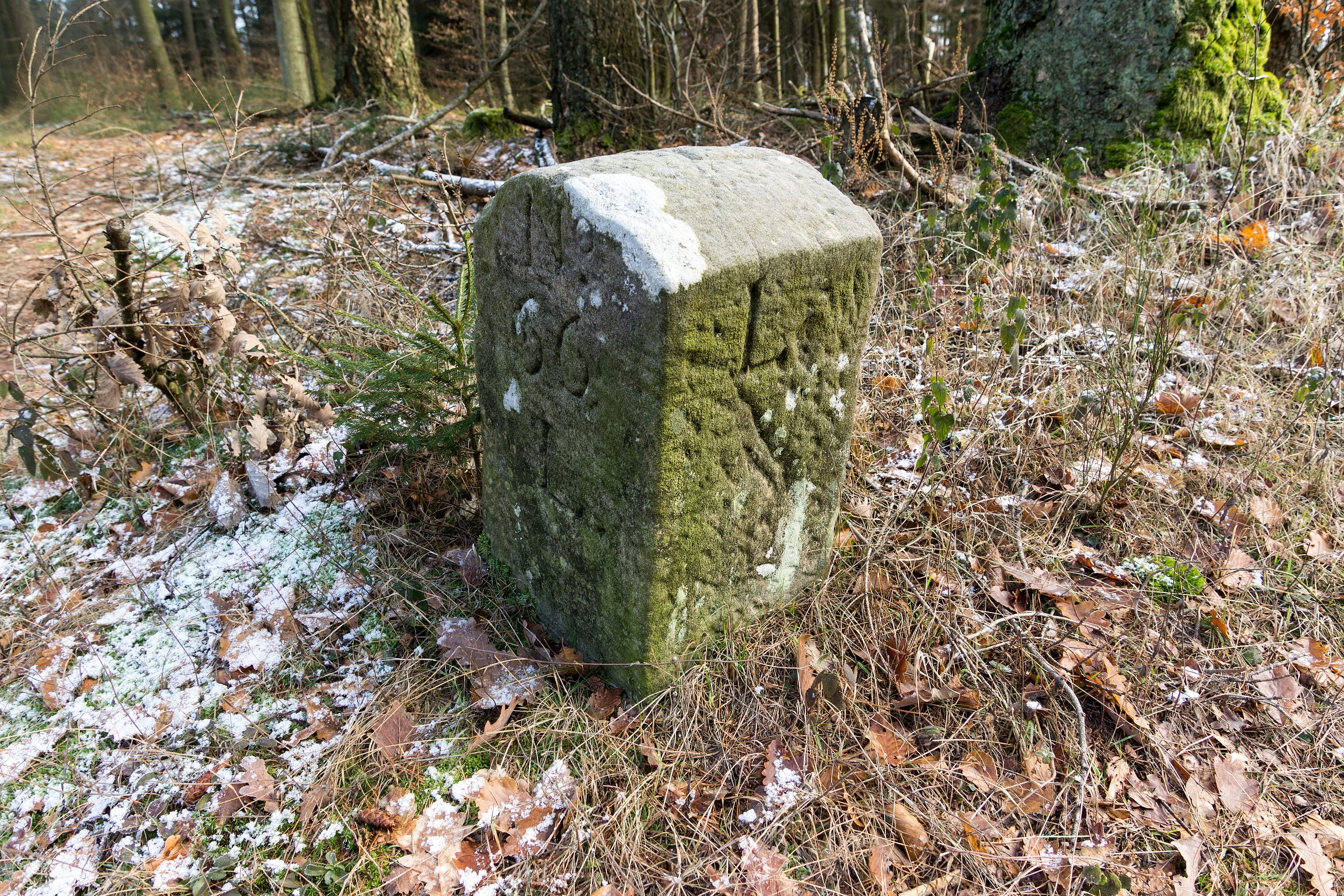
Grenzstein im Landauer Stadtwald

Die Waldexklave befindet sich im mittleren Pfälzerwald und umfasst insgesamt 2248,58 Hektar. Sie grenzt im Norden an den Landkreis Bad Dürkheim, im Osten und Süden an den Landkreis Südliche Weinstraße und im Westen an den Landkreis Südwestpfalz. Der Wellbach bildet großteils die westliche Grenze. Außerdem verläuft der Teufelsbach, der den rechten Quellbach des Helmbachs bildet, in seinem Oberlauf ebenfalls innerhalb des Landauer Stadtwaldes.

## Geschichte
Im Lauf des Mittelalters entstand die sogenannte Haingeraide; dabei wurde das Gebiet des östlichen Pfälzerwaldes genossenschaftlich vorzugsweise an Gemeinden vergeben, die sich unmittelbar östlich des Gebirgszuges befanden. Die Ober- oder Erste Haingeraide  fiel dabei an Landau, Nußdorf, Godramstein, Siebeldingen, Birkweiler, Albersweiler, St. Johann, Frankweiler, Queichhambach, Gräfenhausen und Gossersweiler.
Das Prinzip der Haingeraide wurde während der ersten Hälfte des 19. Jahrhunderts aufgegeben, sodass das Gebiet der Oberhaingeraide unter den beteiligten Orten aufgeteilt wurde. Wie  in den meisten anderen Fällen wurde das zur Stadtgemarkung von Landau wechselnde Gebiet zu einer Waldexklave.

## Infrastruktur

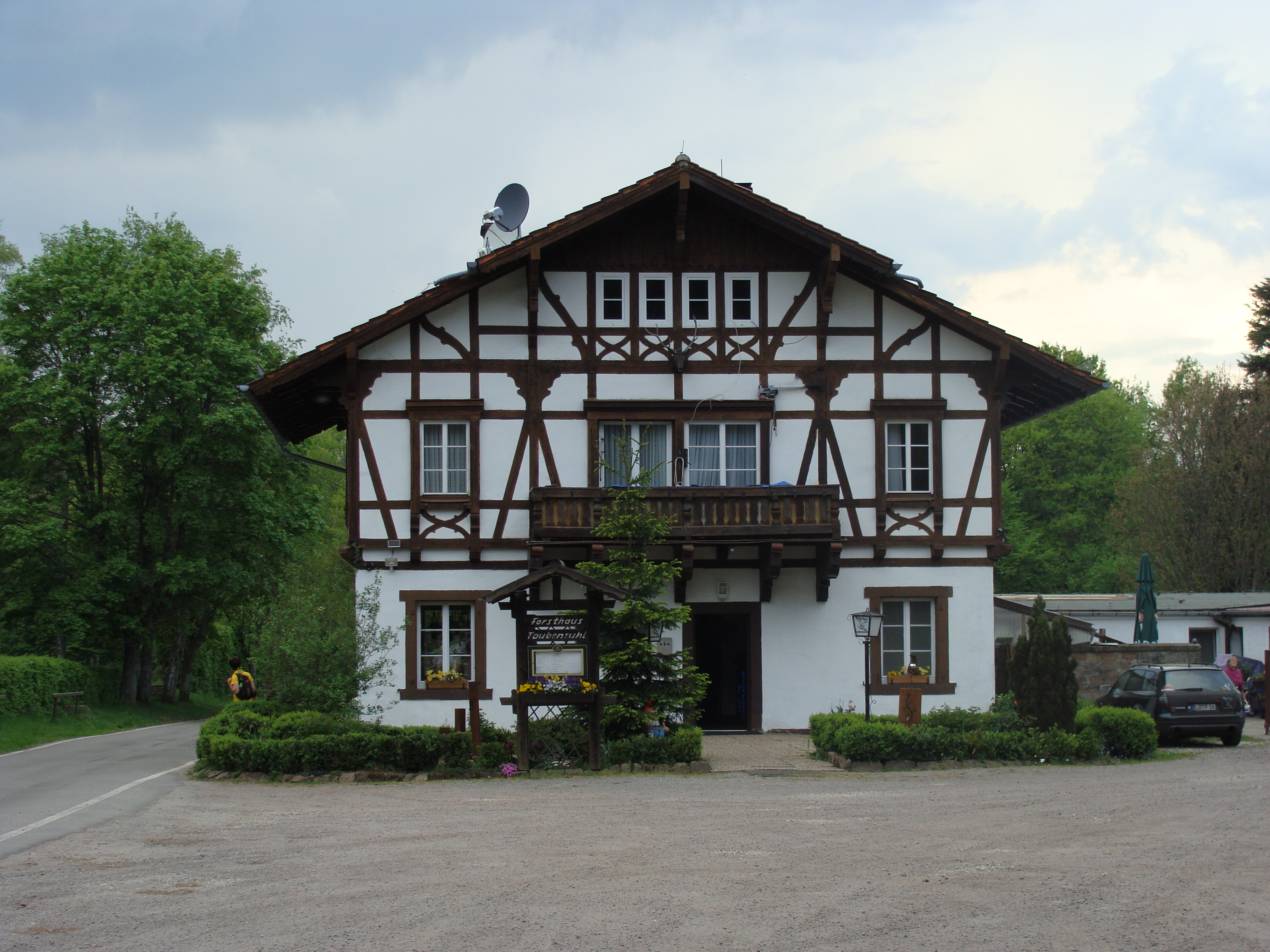
Forsthaus Taubensuhl

Die Exklave ist weitestgehend unbesiedelt. Im Einzugsbereich des um 1900 errichteten Forsthauses Taubensuhl entwickelte sich der Wohnplatz Landauer Forsthaus Taubensuhl, der unter anderem das Wander- und Jugendheim Taubensuhl des Pfälzerwald-Vereins umfasst. Im äußersten Westen des Stadtwaldes liegt zudem der Wohnplatz Fassendeich.
Die von Eußerthal her kommende Landesstraße 505 verbindet den südlichen Bereich der Exklave mit dem Straßennetz. Ihre Fortsetzung nördlich des Wohnplatzes Landauer Forsthaus Taubensuhl wurde mittlerweile als Straße entwidmet und dient inzwischen ausschließlich der Forstwirtschaft. Im äußersten Westen verläuft die Bundesstraße 48.
Durch den Landauer Stadtwald führen außerdem mehrere Wanderwege, darunter der Fernwanderweg Staudernheim–Soultz-sous-Forêts und der Fernwanderweg Franken-Hessen-Kurpfalz; das Forsthaus Taubensuhl fungiert dabei als eine Art „Knotenpunkt“. 
Auf Höhe des dortigen Forsthauses endet außerdem die Buslinie 532, die ausschließlich touristischen Zwecken dient.
Koordinaten: 49° 17′ 7″ N, 7° 54′ 45″ O